# Malcolm Fraser

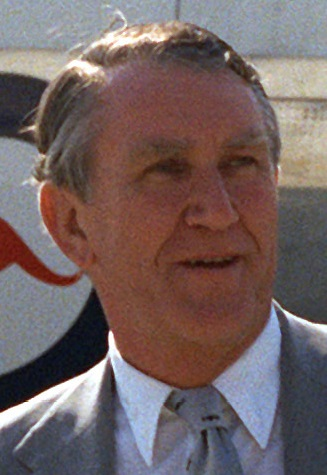
Malcolm Fraser, 1982

John Malcolm Fraser, CH (* 21. Mai 1930 in Melbourne, Victoria, Australien; † 20. März 2015 ebenda), war ein australischer Politiker der Liberal Party of Australia und vom 12. November 1975 bis zum 11. März 1983 der 22. australische Premierminister. Zuvor war er Armeeminister in der Regierung unter Premierminister Harold Holt, Verteidigungsminister 1969 bis 1971 unter John Gorton und Minister für Bildung und Wissenschaft unter William McMahon von 1971 bis 1972. 1987 wurde er Gründungsvorsitzender von CARE in Australien und war Präsident von CARE International von 1990 bis 1995.
Der wohlhabenden Verhältnissen entstammende Fraser wurde im Alter von 25 Jahren Mitglied des australischen Bundesparlaments. Im Verlauf der Australischen Verfassungskrise von 1975 – „The Dismissal“ – wurde er von Generalgouverneur Sir John Kerr kontrovers als Nachfolger des Labor-Politikers Gough Whitlam zum Ministerpräsidenten ernannt. In den anschließenden Wahlen wurde er mit einem Rekord-Erdrutschsieg im Amt bestätigt.
In seiner Amtszeit förderte er Multikulturalismus und setzte sich für ein Ende der Rassentrennung in Südafrika ein. Außenpolitisch setzte er die von seinem Vorgänger begonnene Annäherung an China fort. Innenpolitisch unterstützte er die Rechenschaft der Regierenden gegenüber den Regierten und führte unter anderem das Amt des Ombudsmanns ein. Er begründete auch den Familiengerichtshof. In seine Amtszeit fielen zudem Gesetze zur Informationsfreiheit, das Gesetz von 1976 bezüglich von Landrechten für die Ureinwohner und die Einrichtung der Australischen Bundespolizei. Das Great Barrier Reef wurde unter ihm der Liste des Weltkulturerbes zugeführt.
Wirtschaftspolitisch setzte er zunächst auf einen Sparkurs, den er aber zusehends aufgab. Er meinte, „was unter dem Strich steht, darf nicht das Hauptanliegen der Regierung sein“. Nach während einer Rezession stattfindenden Wahlen verlor seine Regierung die Mehrheit und Bob Hawke von der Labor Party wurde sein Nachfolger.
Nach seinem Ausscheiden aus dem Amt setzte er sich weiter für das Ende der Apartheid in Südafrika ein und war dabei Führer der „Eminent Persons Group“ des Commonwealth, die darauf hinarbeitete. Er setzte sich weiterhin stark für Multikulturalismus und Menschenrechte ein. Auch setzte er sich für die Umgestaltung Australiens von einer Monarchie zur Republik ein und arbeitete dabei mit Gough Whitlam und Bob Hawke zusammen. In späteren Jahren sah er sich in Konflikt mit seiner Partei, aus der er 2009, nur wenige Monate nach der Wahl des erzkonservativen Liberalen Tony Abbott zum Parteivorsitzenden, austrat. „Die Partei ist keine liberale Partei mehr“, sagte er, „sondern eine konservative Partei“.

## Frühe Jahre
Malcolm Fraser kam am 21. Mai 1930 im wohlhabenden Melbourner Vorort Toorak als das jüngste von zwei Kindern des Juristen John Neville Fraser und dessen Frau Una, geb. Woolf, zur Welt.
Sein in Kanada als Sohn eines schottischen Bauern und Sägemüllers geborener Großvater Sir Simon Fraser (1832–1919), der vom Goldrausch in Bendigo nach Australien angezogen wurde, kam schließlich vor allem als Zulieferer beim Eisenbahnbau zu Wohlstand und erwarb vornehmlich im Westen Victorias beachtlichen Landbesitz, wo er Schafe für deren Wolle weidete. Später wurde er Mitglied des Parlaments von Victoria und von 1901 bis 1913 auch des ersten australischen Senates, wo er für die Protektionistische Partei, die in jenen Jahren über die Anti-Sozialisten in die Commonwealth Liberalen mutierte, saß. 1918 wurde er in den Ritterstand erhoben.
Der junge Malcolm wuchs auf den Schaffarmen der Familie bei Deniliquin im Riverina-Distrikt in New South Wales, die der Vater geerbt hatte, und auch auf „Nareen“ im Südwesten Victorias auf. Seine Schulausbildung erhielt er in der Glamorgan-Schule von Toorak und der Melbourne Grammar School. Auf dem Magdalen College in Oxford, England graduierte er 1952 in Philosophie, Politik und Wirtschaft.
1956 heiratete er Tamara „Tamie“ Beggs, die Tochter eines Viehzüchters, mit der er vier Kinder hatte.

## Politische Laufbahn

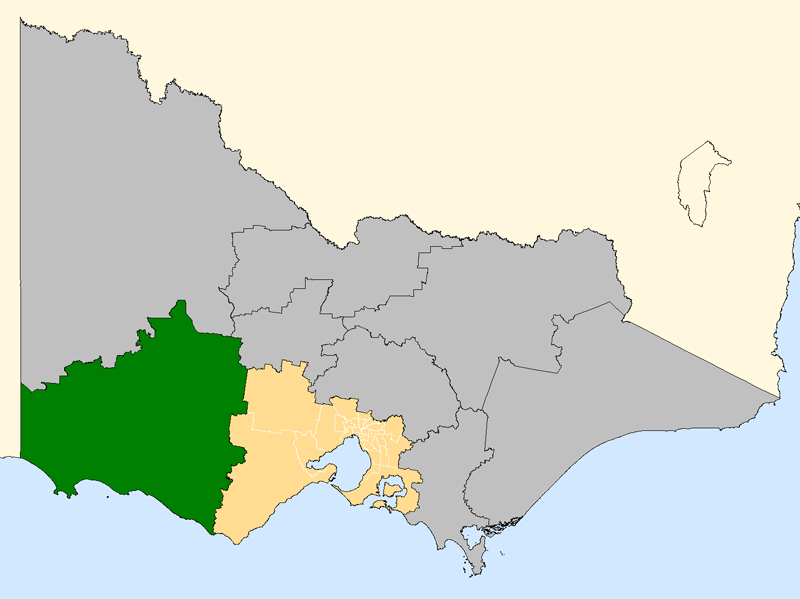
Der Sitz von Wannon (2007)

1954 kandidierte Fraser erstmals für den ländlichen Sitz Wannon im Westen Victorias. Fraser musste sich aber mit nur 17 Stimmen Differenz geschlagen geben. Bereits im Jahr darauf konnte er sich aber mit einer Mehrheit von über 5000 Stimmen durchsetzen und wurde mit 25 Jahren jüngster Abgeordneter. Er behielt seinen Sitz bis zu seinem Rückzug aus dem Parlament 1983.
Im Dezember 1966 wurde Fraser Verteidigungsminister unter Premierminister Harold Holt (engl. second Holt ministry) und war maßgeblich an der Einführung der Konskription, der zwangsweisen Rekrutierung von Soldaten für das australische Kontingent im Vietnamkrieg, beteiligt.
Nach Holts Tod im Dezember 1967 zählte Fraser zu den Hauptunterstützern der Ambitionen von Bildungs- und Wissenschaftsminister Senator John Gorton, Holts Nachfolger zu werden. Nachdem dieser Premierminister geworden war, übernahm Fraser zunächst bis November 1969 dessen Ministeramt. November 1969 bis März 1971 war er Verteidigungsminister. Als er am 10. März 1971 überraschend vom Amt zurücktrat, beklagte er Einmischungen des Premierministers in seine Amtsführung. Im Parlament erklärte Fraser, Gorton sei für das Amt des Premierministers ungeeignet.
Dies war einer der Höhepunkte der Krise, in der sich die Regierungskoalition damals befand. Gorton wurde schließlich von William „Billy“ McMahon abgelöst, unter dem Fraser wieder das Bildungs- und Wissenschaftsministerium  erhielt. Die Wahlen am 2. Dezember 1972 sahen schließlich das Ende der über 23 Jahre regierenden und zuletzt durch Vietnamkrieg, Inflation und innere Zerwürfnisse belasteten Koalition, als die reformeifrige Australian Labor Party unter deren charismatischem Führer Gough Whitlam ins Amt gewählt wurde. Labor erhielt 49,59 % der Stimmen und die Liberalen 32,04 %.
Als bei den Bundeswahlen am 18. Mai 1974 auch der neue Anführer der Liberalen, Billy Snedden,  gegen Labor verloren hatte, bewarb sich Fraser im März 1975 erfolgreich um dessen Nachfolge als Parteiführer. Zuvor war er Sprecher der Opposition zunächst für Primärindustrie und danach für Arbeit.
Am 11. November 1975 entließ Generalgouverneur John Kerr während der Australischen Verfassungskrise von 1975 Gough Whitlam und dessen Regierung unter umstrittenen Umständen und ernannte Fraser interimsmäßig zum Premierminister.
In der darauf folgenden Wahl im Dezember 1975 wurde er in diesem Amt mit überwältigender Mehrheit bestätigt und die von ihm angeführte Koalition mit Einbindung der National Country Party (heute National Party of Australia) gewann auch eine Mehrheit im Senat. Bereits bei den Wahlen 1980 ging diese aber wieder verlustig und auch die Mehrheit im Unterhaus schrumpfte.
Im australischen Sommer 1982–83 erlebte Australien Rezession, Dürre und von zahlreichen Streiks begleitete soziale Konflikte. Auch gab es Streitigkeiten in Frasers Partei. Industrieminister Andrew Peacock war im April 1981 plötzlich zurückgetreten und hatte erfolglos den Sturz Frasers versucht.
Am 3. Februar 1983, rund acht Monate vor den nächsten turnusgemäßen Wahlen, bat Fraser Generalgouverneur Ninian Stephen, vorgezogene Neuwahlen auszurufen. Er wollte damit unter ungünstigen Rahmenbedingungen unter Ausnutzung der geringen Popularität des Oppositionsführers Bill Hayden ein Mandat für drei weitere Jahre erreichen.
Absolut zufällig wurde aber annähernd zeitgleich auf einem Treffen der Labor Party in Sydney Bill Hayden durch den beliebten ehemaligen Vorsitzenden des Australischen Gewerkschaftsbundes, Bob Hawke abgelöst. Die Wahlen am 5. März verlor seine Regierung 24 Sitze und die Labor Party gewann mit dem größten Umschwung, der jemals in Australien gegen eine konservative Regierung verzeichnet wurde. Fraser legte den Parteivorsitz nieder und trat am 11. März vom Amt des Premierministers zurück. Zwei Monate später legte er auch sein Parlamentsmandat nieder.
In seiner rund siebeneinhalbjährigen Amtszeit setzte Fraser viele Reformen im Bereich der Menschenrechte um und engagierte sich in internationalen Bewegungen zur Unterstützung der schwarzafrikanischen Bewegungen, beispielsweise in Südafrika. Er trat für Multikulturalismus ein; Anfang 1978 wurde das vielsprachige Rundfunk- und Fernsehnetzwerk Special Broadcasting Service (SBS) gegründet. Die Aufnahme zehntausender Flüchtlinge nach dem Vietnamkrieg war eines seiner Anliegen. Er setzte die traditionelle konservative Wirtschaftspolitik fort, entgegen dem damaligen Trend zur stärkeren Deregulierung und Liberalisierung, wie in den USA unter Ronald Reagan oder im britischen Thatcherismus.

## Spätere Jahre

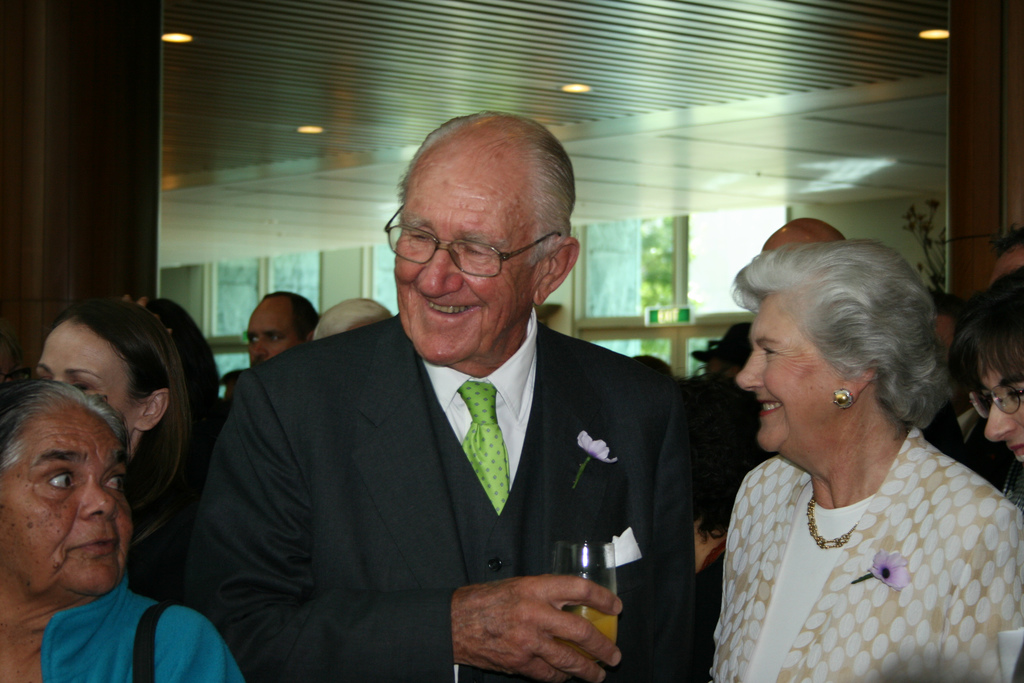
Malcolm Fraser mit seiner Ehefrau (rechts) 2008 im Bundesparlament anlässlich der Entschuldigungsrede von Premierminister Kevin Rudd zum Thema Gestohlene Generationen

Nach seinem Ausscheiden aus dem Parlament zog sich Malcolm Fraser auf seinen Besitz Nareen zurück, engagierte sich aber weiterhin in zahlreichen Fragen, wie Apartheid in Südafrika. 1985 wurde er Mitglied der „Eminent Persons Group“ des Commonwealth, die für einen Dialog der Konfliktparteien zur Beendigung der Rassentrennung eintrat.
Von 1987 bis 2002 war er Vorsitzender der australischen Untergliederung der internationalen Hilfsorganisation CARE. Er war Präsident von CARE International von 1990 bis 1995. Für die konservativ orientierte landesweite Tageszeitung The Australian schrieb er über einige Jahre hinweg Beiträge.
Er engagierte sich auch für die Abschaffung der Monarchie in Australien und trat dafür gemeinsam mit seinem Nachfolger Bob Hawke und seiner vormaligen Nemesis Gough Whitlam in öffentlichen Diskursen und einem Fernsehwerbespot des Australian Republican Movement auf.
Einzug in die politische Folklore Australiens fand die Memphis-Trousers-Affäre. Im Oktober 1986 war Malcolm Fraser in seiner Eigenschaft als Vorsitzender der Commonwealth Eminent Persons Group in Memphis, Tennessee, USA. Dort wurde er zu vorgerückter Stunde in einem verwirrten Zustand, nur mit einem Handtuch bekleidet, seiner Hosen verlustig, im Foyer eines Hotels mit höchst einschlägiger Reputation, dem Admiral Benbow Inn angetroffen. Die genauen Hintergründe des Vorfalles wurden nie aufgeklärt. Da Malcolm Fraser selbst sich nie dazu äußerte, führte dies zu allerlei, meist unzweideutigen Spekulationen. In späteren Jahren meinte seine Frau einmal zum Thema, dass ihr Mann da wohl einem Streich seiner Kollegen aufgesessen sei und sie keinen Anlass für irgendwelche anderweitigen Befürchtungen habe. Noch 2005 bezog sich der Titel einer humoristischen Serie des ABC-Fernsehens, The Memphis Trousers Half Hour, auf diese Episode.
2000 wurde er mit der Australischen Menschenrechtsmedaille (Australian Human Rights Medal) ausgezeichnet. Im März 2010 veröffentlichte er das von Buch Malcolm Fraser: The Political Memoirs, ein als Memoiren cum Biographie angesehenes Buch, bei dem Margaret Simons als Co-Autor wirkte.
Im Mai 2010 wurde bekannt, dass Malcolm Fraser bereits im Dezember des Vorjahres, kurz nach der Ablösung von Malcolm Turnbull als Oppositionsführer der Liberalen durch Tony Abbott, aus der Liberal Party ausgetreten war. Als Gründe wurden unter anderem ein Rechtsruck der Liberalen und rassistische Untertöne in deren Einwanderungspolitik angegeben. Insbesondere in humanitären und Menschenrechtsfragen äußerte Fraser in den letzten Jahren von der Parteilinie stark divergierende Meinungen. Zuletzt kritisierte er auch die laxe Haltung der Liberalen unter deren neuen Führer im Zusammenhang mit der Verwendung von gefälschten australischen Reisepässen durch Israel bei einem Mord an einem Hamas-Vertreter in Dubai.
Malcolm Fraser starb am Morgen des 20. März 2015 nach kurzer Krankheit in seinem Haus – nur fünf Monate nach dem Ableben von Gough Whitlam.